# Armuña
Armuña ist ein Ort und eine Gemeinde (municipio) mit 241 Einwohnern (Stand: 2024) in der zentralspanischen Provinz Segovia in der Autonomen Region Kastilien-León. Neben dem Hauptort Armuña gehört die Ortschaft Carbonero de Ahusín zur Gemeinde.

## Lage und Klima
Armuña liegt in der kastilischen Meseta in ca. 905 m Höhe ungefähr 50 Kilometer (Fahrtstrecke) westnordwestlich der Provinzhauptstadt Segovia. Das Klima ist gemäßigt bis warm; Regen (ca. 594 mm/Jahr) fällt mit Ausnahme der trockenen Sommermonate übers Jahr verteilt.

## Bevölkerungsentwicklung
| Jahr      | 1970 | 1981 | 1991 | 2001 | 2011 | 2021 |
| Einwohner | 724  | 597  | 326  | 265  | 241  | 246  |

## Sehenswürdigkeiten
- Paläontologische Fundstätte von Armuña
- Bartholomäuskirche in Armuña
- Dominikuskirche in Carbonero de Ahusín
- Christuskapelle